# Mil novecientos ochenta y cinco
Mil novecientos ochenta y cinco (en inglés Nineteen Eighty-Five) es el título de una novela de Anthony Burgess publicada originalmente en 1978. Esta obra estaba inspirada en 1984 de George Orwell.

## Introducción de la trama
La obra está dividida en dos partes: la primera es una serie de ensayos y entrevistas que discuten aspectos de la conocida distopía de George Orwell; la segunda mitad del libro es una novela ambientada en 1985, siete años distante de la fecha de su publicación.
No es una secuela de la novela 1984 de Orwell, pero Burgess utiliza el mismo concepto. De acuerdo con su punto de vista sobre la sociedad británica y su entorno en 1978, sugiere cómo podría ser un posible 1985 si ciertas tendencias continuasen.
La tendencia principal a la que se refiere es la creciente influencia de los sindicatos. En el hipotético año de 1985 previsto en el libro, las centrales sindicales han llegado a ser tan poderosas que ejercen un control completo sobre la sociedad; los sindicatos existen para cada ocupación imaginable, declaran huelgas con poca justificación y muchas veces con resultados mortales y, generalmente, una huelga aislada desemboca en huelga general.
Otro tema importante de la novela es la islamización de Gran Bretaña, debido a la inmigración en masa proveniente de Oriente Medio; en Londres abundan las mezquitas y los árabes ricos.
El protagonista se llama Bev Jones, su esposa se llama Ellen y tienen una hija llamada Bessie. Ellen muere en el incendio del hospital donde estaba ingresada. Los bomberos no acudieron para apagar el incendio por estar de huelga.

## Resumen de la trama
Al principio de la novela el protagonista, Bev Jones, confronta la muerte de su esposa. Ella estuvo en un hospital cuando se incendió. Como el sindicato de bomberos se vio sorprendido, el hospital se quemó hasta los cimientos. Bev queda solo con su hija Bessie, que tiene 13 años de edad, pero sexualmente precoz y es incapaz de comprender la diferencia entre la fantasía y la realidad, debido a un medicamento parecido a la talidomida que tomó su madre estando embarazada.
La muerte de su esposa engendra en Bev una hostilidad profunda arraigada a la unión sindical – cuyas últimas palabras fueron, “No dejes que ellos se salgan con la suya”. Esta no es, sin embargo, la primera vez que Bev se opone a este, ya que anteriormente él fue un profesor de historia que se encontró obligado a renunciar ya que su trabajo se consideraba reemplazable por el sistema sindical el cual favorecía educación de valor práctico.
Trabajando como un pastelero, él va al trabajo un día a pesar de que su sindicato está en huelga. Por trabajar durante la huelga, su membresía de sindical es revocada, haciéndolo a él efectivamente desempleado. Sabiendo que él pronto perderá su casa, lleva a Bessie a la instalación estatal en donde será atendida junto con otras chicas iguales a ella.
Después, Bev se convierte en algo parecido a un vagabundo, viajando alrededor de Inglaterra y cayendo con un grupo similar a unos disidentes desempleado, Con estos, se involucra en pequeños robos a tiendas para sobrevivir. Detenido durante uno de esos robos, él es sentenciado a una re-educación en la institución estatal, la cual, aunque no es ni una prisión ni un hospital psiquiátrico, contiene elementos de ambos.
En el centro de re-educación, Bev es sujeto a películas y lecturas de propaganda, la cual tiene como objeto en convertirlo a él en un miembro funcional de la sociedad (un tema que Burgess también examina en La naranja mecánica). Él se encuentra con el poderoso sindical Pettigrew, quien advierte a Bev que sus días han terminado y que el sindicalismo es el futuro de Reino Unido. A pesar de esta advertencia Bev es inconverso y – habiendo servido su sentencia – es dejado como un hombre libre.
Habiendo sido informado de que Bessie será expulsada del centro de atención porque se niega a retractarse de sus creencias, él regresa a Londres. En necesidad de ingresos y de una lugar para vivir, él se une a una red llamada “The Free Britons”, cuyo objetivo es promover infraestructura y orden durante el crecimiento de caso con relación una huelga que sucede Inglaterra. Bev efectivamente vende a su hija como una esposa a un jeque adinerado, que le gusta durante una visita al Al-Dorchester, razonando que, al menos de esta manera ella podrá estar segura. Mientras tanto, él descubre que The Free Britons es un frente para un grupo de tendencia islámica que apunta a restablecer a Inglaterra como un estado Musulmán.
Bev, por su educación, es empleado como el boquilla de The Free Britons y llamado a informar sobre los eventos de la huelga en general. Él está frustrado cuando su trabajo es censurado por el líder, un hombre conocido como Coronel Lawrence. La huelga de propagación alcanza un punto álgido y pasa a ser una huelga general, reportada al lector en forma de diario. Charles III toma el comando del país mientras se detiene. Unos meses después de los disturbios, Bev es arrestado otra vez y sentenciado a una vida en la institución de seguridad, que también es ni una prisión ni un hospital. La única manera de salir de esta instalación es ser recobrado por un miembro de la familia.
Ahí, él revive su carrera de profesor dando informalmente lecciones de historia a otros prisioneros. A medida que pasan los años. Su plan de estudio (Que había empezado con los anglosajones de Inglaterra) pasando a través del Renacimiento, la Ilustración, la Revolución Industrial, y acerca de a fines del siglo XX.
Fragmentos de sus noticias a menudo circulas entre los reclusos, algunos de los cuales sugiere que la conversión musulmana de Inglaterra está bien avanzada (por ejemplo, se afirma que los habitantes de Isla de Man han descubierto recientemente que una droga estimulante-depresiva ha reemplazado al alcohol en sus cerveza por varios años, en línea con las prohibiciones de musulmanas). Sin embargo, no hay forma en la cual los reclusos puedan verificar si estos nuevos artículos están en lo correcto.
Bev encuentra cada vez más difícil de explicar la continuidad de la historia en términos del presente. Sin poder hacer esto, Bev sugiere que ellos pueden empezar otra vez y regresar al presente, después de lo cual su clase se despide espontáneamente. Solo en la noche, Bev sale del dormitorio en el que duerme, arrastrándose en el suelo de la institución, y se suicida deliberadamente tocando la cerca eléctrica.